# 32569 Демінґ
32569 Демінґ (32569 Deming) — астероїд головного поясу, відкритий 20 серпня 2001 року.
Тіссеранів параметр щодо Юпітера — 3,236.